# Tony van Diepen
Tony van Diepen (* 17. April 1996 in Heerhugowaard) ist ein niederländischer Leichtathlet, der hauptsächlich über 400 und 800 Meter an den Start geht. 2021 wurde er bei den Halleneuropameisterschaften Vizeeuropameister im 400-Meter-Lauf und gewann mit der Staffel die Silbermedaille bei den Olympischen Sommerspielen in Tokio.

## Leben
Tony van Diepen begann im Verein Hera in seiner Geburtsstadt mit der Leichtathletik. Zunächst wurde er von seinem Großvater trainiert. Heute trainiert bei der Nationaltrainerin Grete Koens in Sportzentrum Papendal. Sein sportliches Vorbild ist sein Vater, Ron van Diepen, der im Hindernislauf antrat.

## Sportliche Laufbahn
Tony van Diepen tritt seit 2012 in Leichtathletik-Wettkämpfen an. Damals nahm er im Juni an den nationalen Meisterschaften über 800 Meter teil, bei denen er als Vierter das Ziel erreichte. Im Jahr darauf wurde U18-Hallenmeister in den Niederlanden und konnte im Laufe der Saison seine Bestzeit um mehr als sechs Sekunden bis auf 1:50,48 min verbessern. Im Juli nahm er an den U20-Europameisterschaften in Riete teil. Dabei schied er als Sechster seines Vorlaufs aus. Insgesamt landete er bei 28 Startern auf dem 24. Platz. Ein Jahr darauf startete er dann bei den U20-Weltmeisterschaften in den USA. Nachdem er im Vorfeld der WM bereits unter 1:50,00 min bleiben konnte, gelang es ihm dort nicht, wenngleich seine Vorlaufleistung für den Halbfinaleinzug reichte. Im Halbfinale schied er dann knapp als Vierter seines Laufs aus. Als langsamster der drei Läufe bedeutete seine Zeit insgesamt Platz 16. In der Saison 2015 konnte er sich zeitlich nicht verbessern, nahm im Sommer dennoch an den U20-Europameisterschaften in Eskilstuna teil. Dabei schied er im Halbfinale als Letzter seines Laufs aus.
2016 konnte er seine Bestzeit in Zürich auf 1:48,51 min steigern. 2017 konnte er dann im Frühjahr bei den Halleneuropameisterschaften in Belgrad bei seinen ersten internationalen Meisterschaften im Erwachsenenbereich antreten. Dort ging er über 400 Meter an den Start. Mit einer Zeit von 48,57 s blieb er allerdings im Vorlauf hinter seiner Bestzeit deutlich zurück und schied aus. Im Sommer trat er dann wieder über 800 Meter bei den U23-Europameisterschaften an. Als Vierter seines Vorlaufs schied er allerdings aus und landete damit auf dem insgesamt 16. Platz. Nachdem er 2018 nur wenige Wettkämpfe über 800 Meter bestreiten konnte, nahm er als Teil der niederländischen 4-mal-400-Meter-Staffel an den Europameisterschaften in Berlin teil. Das Quartett verpasste mit Platz 4 knapp den Einzug in das Finale. In der Addition der beiden Vorläufe landete es auf dem neunten Platz. Mit der Staffel nahm van Diepen 2019 an den World Relays in Yokohama teil. Nachdem sie den Finaleinzug erneut knapp verpassten, landeten sie im B-Finale auf dem fünften Platz. Bereits zuvor trat van Diepen erneut über 400 Meter bei den Halleneuropameisterschaften, diesmal in Glasgow, teil. Dabei gelang ihm der Einzug in das Finale, in dem er dann mit neuem Nationalrekord von 46,13 s die Bronzemedaille gewinnen konnte. Im Sommer konnte er seine 800-Meter-Bestzeit auf 1:46,90 min steigern. Ein Jahr darauf verbesserte er sich im September in Ostrava um mehr als zwei Sekunden auf 1:44,82 min.
2021 zog van Diepen mit neuer Hallenbestzeit von 46,06 s in das Finale der Halleneuropameisterschaften in Toruń ein. Im Finale benötigte er 46,25 s und konnte damit die Silbermedaille gewinnen. Einen Tag später trat er im Finale mit der niederländischen 4-mal-400-Meter-Staffel an und wurde, zusammen mit seinen Mannschaftskollegen, Europameister. Später im Mai 2021 gewann er, zusammen mit seinen Teamkollegen, im 4 × 400-m-Staffelwettbewerb bei den World Athletics Relays in Chorzów eine weitere Goldmedaille. Ende Juli war er für die Teilnahme an seinen ersten Olympischen Sommerspielen qualifiziert. In seinem Vorlauf über 800 Meter belegte er den sechsten Platz, wodurch er den Einzug in das Halbfinale verpasste. Wenige Tage später war er erneut Teil der niederländischen 4-mal-400-Meter-Staffel und erreichte mit ihr das Finale. Darin gewann das Quartett, mit ihm an zweiter Position, in Nationalrekord von 2:57,18 min überraschend die Silbermedaille. Im Frühjahr 2022 trat er bei den Hallenweltmeisterschaften in Belgrad an. Er startete im dritten der insgesamt vier Vorläufe. Als Vierter seines Laufes verpasste er den Einzug in das Finale. Zwei Tage später bestritt er als Teil der niederländischen Staffel den Vorlauf über 4-mal 400 Meter. Das Quartett zog als schnellstes seines Vorlaufs in das Finale ein, in dem man sich nur den Staffeln aus Belgien und Spanien geschlagen geben musste. Im Juli trat er bei den Weltmeisterschaften in Eugene an. Zunächst bestritt er mit der Mixed-Staffel den Vorlauf, wobei man an Zweitplatzierte des Laufes in das Finale einzog. Darin stellte das Quartett in 3:09,90 min einen neuen Nationalrekord auf und musste sich nur dem Team aus der Dominikanischen Republik geschlagen geben. Anschließend trat er auch über die 800 Meter an und erreichte das Halbfinale. Darin schied er als insgesamt 20. allerdings aus. Im August nahm er, ebenfalls im 800-Meter-Lauf an den Europameisterschaften in München teil, schied dort aber ebenfalls im Halbfinale aus.
2023 trat van Diepen im 800-Meter-Lauf bei den Halleneuropameisterschaften in Istanbul an. Als Dritter seines Vorlaufes, verpasste er dort den Einzug in das Halbfinale. 2024 gewann er mit der Staffel, wie bereits zwei Jahre zuvor, die Bronzemedaille bei den Hallenweltmeisterschaften in Glasgow.
Bislang wurde van Diepen insgesamt fünf Mal niederländischer Meister, viermal in der Halle (2018–2022, 2024) und einmal in der Freiluft (2018).

## Wichtige Wettbewerbe
| Jahr                    | Veranstaltung               | Ort                     | Platz                   | Disziplin               | Zeit                    |
| Startet für Niederlande | Startet für Niederlande     | Startet für Niederlande | Startet für Niederlande | Startet für Niederlande | Startet für Niederlande |
| ----------------------- | --------------------------- | ----------------------- | ----------------------- | ----------------------- | ----------------------- |
| 2013                    | U20-Europameisterschaften   | Rieti                   | 24.                     | 800 m                   | 1:53,44 min             |
| 2014                    | U20-Weltmeisterschaften     | Eugene                  | 16.                     | 800 m                   | 1:50,86 min             |
| 2015                    | U20-Europameisterschaften   | Eskilstuna              | 19.                     | 800 m                   | 1:53,60 min             |
| 2017                    | Halleneuropameisterschaften | Belgrad                 | 22.                     | 400 m                   | 48,57 s                 |
| 2017                    | U23-Europameisterschaften   | Bydgoszcz               | 16.                     | 800 m                   | 1:50,38 min             |
| 2018                    | Europameisterschaften       | Berlin                  | 9.                      | 4 × 400 m               | 3:04,93 min             |
| 2019                    | Halleneuropameisterschaften | Glasgow                 | 3.                      | 400 m                   | 46,13 s                 |
| 2019                    | IAAF World Relays           | Yokohama                | 14.                     | 4 × 400 m               | 3:05,15 min             |
| 2021                    | Halleneuropameisterschaften | Toruń                   | 2.                      | 400 m                   | 46,25 s                 |
| 2021                    | Halleneuropameisterschaften | Toruń                   | 1.                      | 4 × 400 m               | 3:06,06 min             |
| 2021                    | World Athletics Relays      | Chorzów                 | 1.                      | 4 × 400 m               | 3:03,45 min             |
| 2021                    | Olympische Sommerspiele     | Tokio                   | 26.                     | 800 m                   | 1:46,03 min             |
| 2021                    | Olympische Sommerspiele     | Tokio                   | 2.                      | 4 × 400 m               | 2:57,18 min             |
| 2022                    | Hallenweltmeisterschaften   | Belgrad                 | 19.                     | 800 m                   | 1:49,80 min             |
| 2022                    | Hallenweltmeisterschaften   | Belgrad                 | 3.                      | 4 × 400 m               | 3:06,90 min             |
| 2022                    | Weltmeisterschaften         | Eugene                  | 2.                      | 4 × 400 m Mixed         | 3:09,90 min             |
| 2022                    | Weltmeisterschaften         | Eugene                  | 20.                     | 800 m                   | 1:46,70 min             |
| 2022                    | Europameisterschaften       | München                 | 9.                      | 800 m                   | 1:47,64 min             |
| 2023                    | Halleneuropameisterschaften | Istanbul                | 14.                     | 800 m                   | 1:48,50 min             |
| 2024                    | Hallenweltmeisterschaften   | Glasgow                 | 3.                      | 4 × 400 m               | 3:04,25 min             |

## Persönliche Bestleistungen
Freiluft
- 400 m: 45,83 s, 30. Juni 2019, La Chaux-de-Fonds
- 800 m: 1:44,14 min, 18. Juni 2022, Paris
- 1000 m: 2:17,06 min, 10. August 2023, Monaco

Halle
- 400 m: 46,06 s, 5. März 2021, Toruń
- 800 m: 1:46,36 min, 15. Februar 2023, Liévin